# Perlziesel
Der oder das Perlziesel (Spermophilus suslicus) ist eine Hörnchenart aus der Gattung der Ziesel (Spermophilus). Er kommt in Teilen Ost- und Südosteuropas vom Osten Polens über die Ukraine bis Russland vor und wurde 1770 von Johann Anton Güldenstädt erstmals wissenschaftlich beschrieben.

## Merkmale
Mit einer Kopf-Rumpf-Länge von etwa 18 bis 26 Zentimetern und einer Schwanzlänge von ungefähr 3,6 bis 5,7 Zentimetern bei einem Gewicht von 180 bis 220 Gramm ist diese Art etwas kleiner als der Europäische Ziesel. Der Rücken ist hellgrau bis dunkel- oder kastanienbraun und mit deutlichen, hellsandfarbenen bis weißen und breiten Flecken bedeckt, die regional allerdings auch unauffälliger sein können. Der Brustbereich und die Kehle sind zimtfarben bis ockerfarben, der Bauch ist etwas heller gefärbt. Der Kopf ist mit kleinen, hellen Flecken gezeichnet, um die Augen befindet sich ein heller Augenring und unterhalb der Augen beiderseits ein kastanienbrauner Fleck. Der Schwanz ist kürzer und nicht so stark behaart wie der des Europäischen Ziesels. Er ist gräulich braun bis schwarz am Schwanzansatz, manchmal auch mit rötlicher Einwaschung, und besitzt eine hellere Unterseite. Die Schwanzspitze ist weiß oder strohgelb gefrostet.
| 1 | · | 0 | · | 2 | · | 3 | = 22 |
| 1 | · | 0 | · | 1 | · | 3 | = 22 |

Die Art besitzt wie alle Arten der Gattung im Oberkiefer pro Hälfte einen zu einem Nagezahn ausgebildeten Schneidezahn (Incisivus), dem eine Zahnlücke (Diastema) folgt. Hierauf folgen zwei Prämolare und drei Molare. Im Unterkiefer besitzen die Tiere dagegen nur einen Prämolar. Insgesamt verfügen die Tiere damit über ein Gebiss aus 22 Zähnen.

## Verbreitung

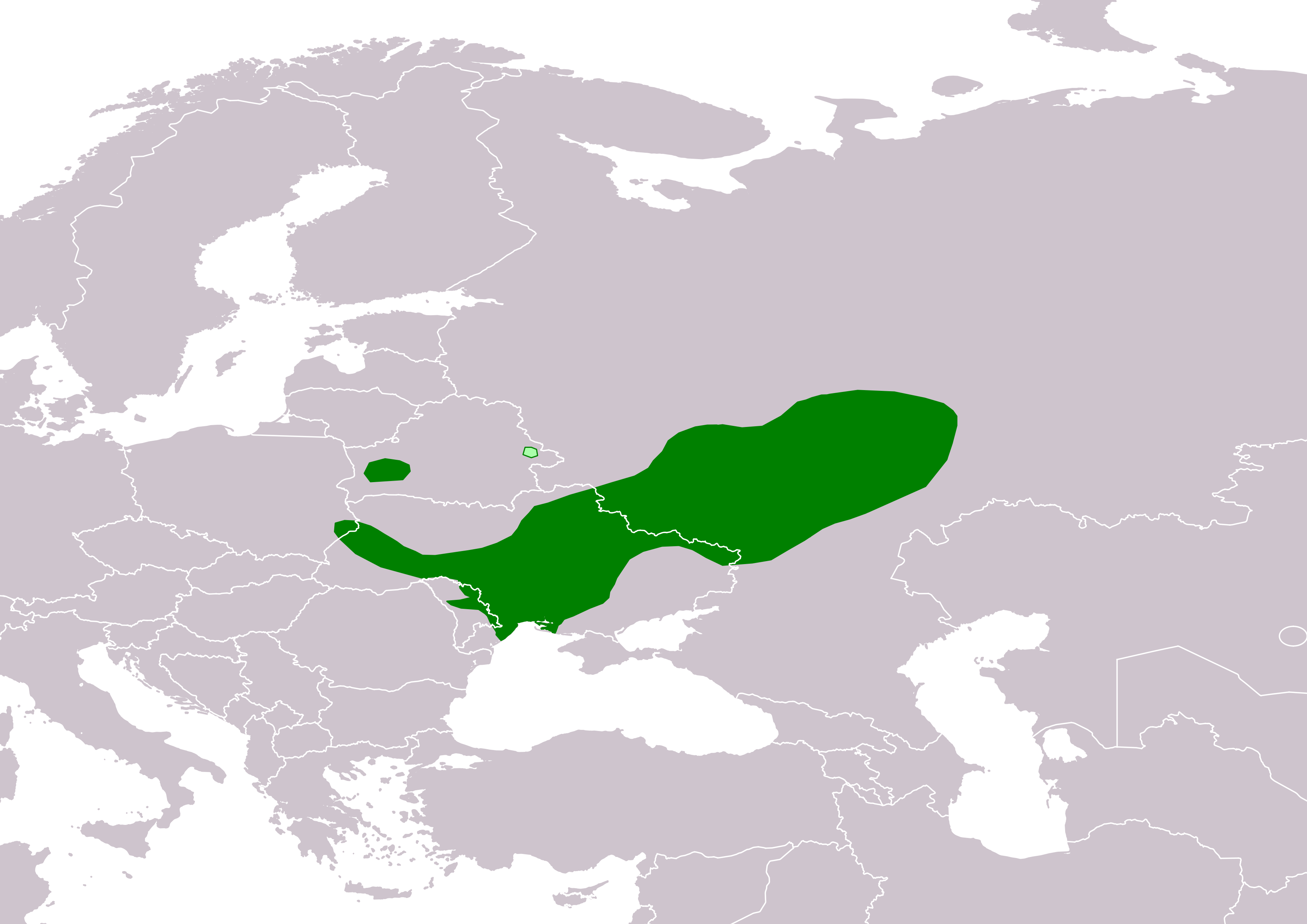
Verbreitungsgebiete des Perlziesels
(dunkelgrün = ganzjähriges Vorkommen, hellgrün = vermutetes ganzjähriges Vorkommen)

Der Perlziesel ist in Teilen Ost- und Südosteuropas vom Osten Polens über die Ukraine bis Russland und nach Süden bis Moldawien beheimatet, das Verbreitungsgebiet reicht im Norden bis zum Oka und im Westen bis zur Wolga. In Belarus existiert eine isolierte Population der Tiere. In Polen kommt die Art nur am westlichen Rand ihres Verbreitungsgebietes in einem Reliktvorkommen im äußersten Osten des Landes in der Region um Zamość zwischen dem Wieprz und dem Bug. Die Höhenverbreitung dieser Flachlandart reicht bis maximal 500 Meter.

## Lebensweise

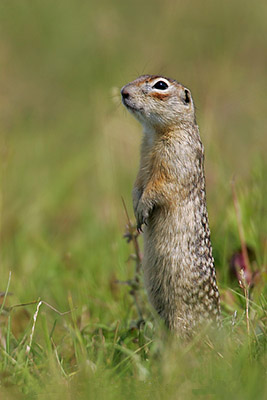
Perlziesel

Die Tiere bevorzugen offene Graslandschaften und besiedeln vor allem Steppen und Wiesen des Flachlands, kommen jedoch auch auf Weiden, Brachen und im Bereich von Getreidefeldern vor.
Der Perlziesel ist tagaktiv und ernährt sich vorwiegend herbivor von Samen der Gräser und auch Getreide, manchmal erbeuten sie auch Insekten und sogar kleine Wirbeltiere. Nur sehr selten lagern sie die Nahrungsreserven in ihrem Bau, der aus weit verzweigten Gängen besteht. Daneben graben die Tiere kurz und flache Fluchttunnel. Die Tiere sind territorial und bilden geschlechtsspezifisch Reviere, die allerdings teilweise von mehreren Individuen genutzt werden. Die Territorien haben eine Größe von 0,013 bis 0,055 Hektar. Die Reviere der Männchen sind dabei größer als die der Weibchen und überlappen entsprechend mit mehreren von diesen, vor allem im Frühjahr zur Fortpflanzungszeit oder dann, wenn die Weibchen im Bau ihre Jungen aufziehen. Das Fortpflanzungsverhalten ist bedingt monogam und wird polygam, wenn mehrere Weibchen ihre Territorien zusammenlegen und gemeinsam nutzen.
Die Tiere halten einen Winterschlaf, der vom September oder August bis zum Februar oder März des Folgejahres reicht. Die jährlich nur einmal stattfindende Fortpflanzungszeit beginnt direkt nach dem Winterschlaf im Frühjahr, wobei die Tiere ein aggressives Territorialverhalten aufzeigen. Nach einer Tragzeit von 22 bis 27 Tagen gebären die Weibchen im Bau einen Wurf von drei bis acht Jungtieren. Die Jungtiere verlassen den Bau im Juni bis Juli. Vor allem die Männchen entfernen sich danach weit von ihrem Geburtsbau.
Die Mortalität während des Winterschlafes variiert abhängig von den Temperaturen und der Schneedicke, sie kann im Extrem bis 70 % der Tiere betragen. Mehr als die Hälfte der Jungtiere sterben innerhalb ihres ersten Lebensjahres, dabei sterben später geborene Tiere signifikant häufiger im Winter. Auch der Infantizid durch ausgewachsene Tiere kommt vor. Erwachsene Tiere überleben den Winter besser und können bis zu sechs Jahre alt werden. Regional kann es aufgrund der isolierten Populationen zu hohen Inzuchtraten kommen. Zu den Fressfeinden des Perlziesels gehören vor allem Marder, Füchse und Greifvögel. Die Perlziesel geben bei Gefahr Alarmrufe ab, die sehr variabel sein können und in der Regel aus hohen und lauten Pfiffen und Rufen bestehen. Dabei unterscheiden sich die Rufe der Jungtiere kaum von denen der ausgewachsenen Tiere.
Regional kann es zu einer Hybridisierung der Art mit dem Kleinziesel (Spermophilus pygmaeus) oder dem Europäischen Ziesel (Spermophilus citellus) sowie am äußersten Osten des Verbreitungsgebietes mit dem Rotgelben Ziesel (Spermophilus major) kommen.

## Systematik
Der Perlziesel wird als eigenständige Art innerhalb der Gattung der Ziesel (Spermophilus) eingeordnet, die nach aktuellem Stand nach einer Revision der Gattung aus 15 Arten besteht. Die wissenschaftliche Erstbeschreibung stammt von dem russischen Zoologen Johann Anton Güldenstädt aus dem Jahr 1770, der die Art anhand von Individuen aus der Umgebung von Woronesch im Oblast Woronesch in Russland beschrieb.
Innerhalb der Art werden gemeinsam mit der Nominatform drei Unterarten unterschieden:
- Spermophilus suslicus suslicus: Nominatform; lebt im südlichen Teil des Verbreitungsgebietes
- Spermophilus suslicus boristhenicus: lebt im westlichen Teil des Verbreitungsgebietes, vor allem in der Ukraine. Die Färbung ist kräftig, die Flecken sind nur undeutlich erkennbar.
- Spermophilus suslicus guttatus: im nördlichen Teil des Verbreitungsgebiets. Die Unterart ist vergleichsweise dunkel gefärbt.

Russische und ukrainische Zoologen fanden einen genetischen Unterschied von 3,7 % zwischen den Populationen der Perlziesel westlich und östlich des Dnepr und teilten das Perlziesel in zwei Arten. Die Bezeichnung Spermophilus suslicus gilt dabei nur noch für die östlich des Dnepr vorkommende Art, während die westlich des Dnepr lebenden Perlziesel die wissenschaftliche Bezeichnung Spermophilus odessanus bekamen. Spermophilus odessanus wurde schon 1842 durch den finnischen Zoologen Alexander von Nordmann als Spermophilus citellus var. odessana erstbeschrieben.

## Status, Bedrohung und Schutz
Der Perlziesel wird von der International Union for Conservation of Nature and Natural Resources (IUCN) als Art der Vorwarnliste (Near threatened) eingeordnet. Begründet wird dies durch den deutlich zu verzeichnenden Rückgang der Bestände in den vergangenen 50 Jahren, obwohl die Geschwindigkeit des Rückgangs sich in den vergangenen 10 Jahren verlangsamt hat. Der Populationsrückgang durch den noch immer zunehmenden Verlust an Lebensräumen und die Fragmentierung der Landschaft ist weiterhin vorhanden, daher ist von einer potenziellen Bestandsgefährdung für die Art auszugehen.

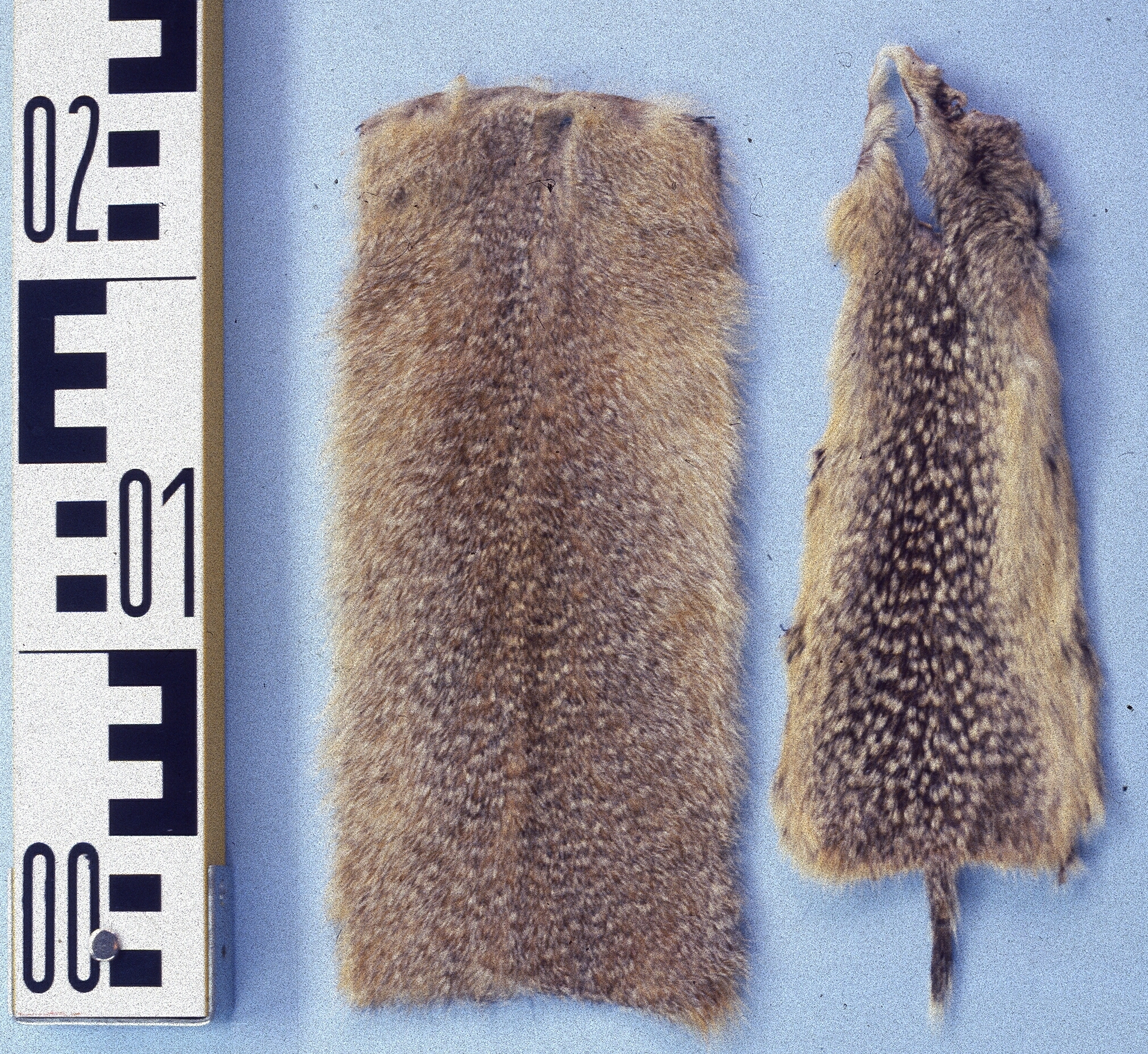
Pelze des Perlziesels

Die Hauptgefährdung für die Bestände geht entsprechend von der Umwandlung ihrer Lebensräume in landwirtschaftliche Flächen, Siedlungs- und Industriegebiete und die damit zusammenhängende Verinselung der verfügbaren Habitate aus. Regional können die Bestände allerdings auch so stark anwachsen, dass sie als Landwirtschaftsschädling betrachtet werden.
Der Perlziesel wird von der Europäischen Union in den Anhängen II und IV der FFH-Richtlinie als prioritäre Art geführt und gilt damit als streng zu schützende Art von gemeinschaftlichem Interesse, für deren Erhaltung von den Mitgliedsstaaten besondere Schutzgebiete ausgewiesen werden müssen. Diverse Perlziesel-Verbreitungsgebiete, unter anderem das Flughafenareal des Flughafens Lublin-Świdnik, das etwa 50 % der polnischen Population beherbergt, werden zudem von dem Natura-2000-Netzwerk zum Artenschutz der Perlziesel erfasst.

## Belege
1. 1 2 3 4 5 6 7 8 9  Richard W. Thorington Jr., John L. Koprowski, Michael A. Steele: Squirrels of the World. Johns Hopkins University Press, Baltimore MD 2012; S. 300–301. ISBN 978-1-4214-0469-1
2. ↑  Robert S. Hoffmann, Andrew T. Smith: Spermophilus. In: Andrew T. Smith, Yan Xie: A Guide to the Mammals of China. Princeton University Press, Princeton NJ 2008, ISBN 978-0-691-09984-2, S. 193.
3. 1 2 3 4  Spermophilus suslicus in der Roten Liste gefährdeter Arten der IUCN 2015.4. Eingestellt von: I. Zagorodnyuk, Z. Glowacinski, A. Gondek, 2008. Abgerufen am 14. Februar 2016.
4. 1 2 3  Spermophilus suslicus In: Don E. Wilson, DeeAnn M. Reeder (Hrsg.): Mammal Species of the World. A taxonomic and geographic Reference. 2 Bände. 3. Auflage. Johns Hopkins University Press, Baltimore MD 2005, ISBN 0-8018-8221-4.
5. ↑  Kristofer M. Helgen, F. Russell Cole, Lauren E. Helgen, Don E. Wilson: Generic Revision in the holarctic ground squirrels genus Spermophilus. Journal of Mammalogy 90 (2), 2009; S. 270–305. doi:10.1644/07-MAMM-A-309.1
6. ↑  Evgeniy Simonov, Natalia V. Lopatina, Sergey V. Titov, Anastasiya D. Ivanova, Oleg V. Brandler, Vadim L. Surin, Vera A. Matrosova, Alisa E. Dvilis, Nataliya V. Oreshkova, Svetlana Yu. Kapustina, Fedor N. Golenishchev, Oleg A. Ermakov: Traditional multilocus phylogeny fails to fully resolve Palearctic ground squirrels (Spermophilus) relationships but reveals a new species endemic to West Siberia. Molecular Phylogenetics and Evolution, März 2024, 108057, doi: 10.1016/j.ympev.2024.108057
7. ↑  Igor Zagorodniuk: Close non-murid rodent species in the fauna of Ukraine: differences, biogeography, and ecomorphology. Juli 2019, Theriologia Ukrainica 2019(17):8-27, DOI:10.15407/pts2019.17.008
8. ↑  Zieselschutz, www.airport.lublin.pl, abgerufen am 1. Juli 2014.